# Paracyprichromis
Die Tiere der Gattung Paracyprichromis gehören zur Familie der Buntbarsche (Cichlidae). Alle Arten dieser Gattung leben endemisch im Tanganjikasee. Dort werden sie in Gruppen oder einzeln im Freiwasser an Felssteilwänden angetroffen. Die Cichliden dieser Gattung sind Maulbrüter.

## Merkmale
Der Name der Gattung weist auf die nahe Verwandtschaft zur Gattung Cyprichromis hin. Die Arten der Gattung sind gestreckt und nur wenig hochrückig. Die beschriebenen Arten ähneln sich sehr und sind nur schwer auseinanderzuhalten. Die Tiere werden etwa 11 cm lang, wobei die Weibchen etwas kleiner bleiben.

## Arten
- Paracyprichromis brieni (Poll, 1981)
- Paracyprichromis nigripinnis (Boulenger, 1901)